# Harry Amorim Costa

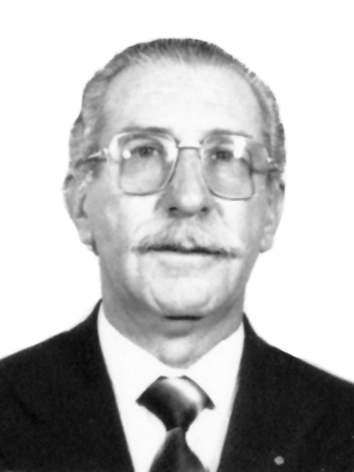
Harry Amorim Costa (1983)

Harry Amorim Costa (* 23. Mai 1927 in Cruz Alta; † 19. August 1988 in Miranda) war ein brasilianischer Zivilingenieur, Politiker und der erste Gouverneur des Bundesstaates Mato Grosso do Sul.

## Leben
Costa, im Bundesstaat Rio Grande do Sul geboren, war der Sohn von José Zacarias Costa und Araci Amorim Costa. Seine Ausbildung erhielt er an der Escola de Engenharia (Ingenieursschule) der Universidade do Rio Grande do Sul, dem sich Kurse in Straßenbelag und Bodenmechanik am Straßenforschungsinstitut in Porto Alegre (1954) und dem Institut für Technologieforschung in São Paulo (1956) anschlossen. Bereits 1950 war er als Ingenieur bei der unabhängigen Behörde Departamento Nacional de Obras de Saneamento (DNOS) tätig. 1974 wurde er Generaldirektor des DNOS, nachdem er in den Jahren zuvor mehrfach erfolgreich in leitenden Positionen im Bereich der öffentlichen Arbeiten und dem Sanitärwesen tätig war.

## Politische Laufbahn
Am 28. März 1978 ernannte der Präsident der Republik Ernesto Geisel (1974–1979) Harry Amorim Costa zum ersten Gouverneur des neu geschaffenen Staates Mato Grosso do Sul. Die Nominierung wurde vom Bundessenat am folgenden 29. März genehmigt. Er wurde am 31. März durch ein von Präsident Geisel unterzeichnetes Dekret ernannt, verließ den Posten des Generaldirektors des DNOS im folgenden Mai und wurde am 1. Januar 1979 für eine Amtszeit von vier Jahren vereidigt. Er war politisch unerfahren, machte administrative Fehler und stand, ohne eigene Basis, einer Opposition aus den mächtigsten landeseigenen Führern der Aliança Renovadora Nacional (ARENA) in Mato Grosso do Sul gegenüber, die lieber einen Gouverneur aus Mato Grosso gesehen hätten. Nach fünf Monaten und elf Tagen im Amt wurde er am 12. Juni 1979 durch Präsident João Figueiredo vorzeitig entlassen.
Er schloss sich der Partei des Movimento Democrático Brasileiro (PMDB) an, damals die wichtigste Oppositionspartei gegen die Regierung von João Figueiredo. Bei den Wahlen in Brasilien 1982 wurde er für den PMDB zum Bundesabgeordneten für Mato Grosso do Sul in die Abgeordnetenkammer des Nationalkongresses gewählt. Hier blieb er eine Legislaturperiode. Seine Kandidatur für die Wiederwahl 1986 war nicht erfolgreich.
Am 15. März 1987 wurde er durch Gouverneur Marcelo Miranda zum vierten Staatssekretär für Umwelt (Secretário de Estado do Meio Ambiente de Mato Grosso do Sul) ernannt.
Am 19. August 1988 starb er bei einem Autounfall. Er war mit Amélia Santana Costa verheiratet und hinterließ sechs Kinder.

## Nachwirken
In Campo Grande befindet sich im Parque das Nações Indígenas ein Denkmal, eine Bronzebüste wurde angefertigt, eine städtische Schule und ein Ortsteil sind nach ihm benannt.